# لر کامسار
لِر کامسار (ارمنی: Լեռ Կամսար؛ انگلیسی: Ler Kamsar زادهٔ ۲۴ اکتبر ۱۸۸۸ - درگذشته ۲۲ نوامبر ۱۹۶۵)، طنزپرداز اهل ارمنستان بود.

## زندگی‌نامه
وی با نام اصلی آرام توُماسی توُماسیان (ارمنی: Արամ Թովմասի Թովմաղյան) در ۲۴ اکتبر ۱۸۸۸ در وان به دنیا آمد و در سال ۱۹۰۹ از دانشکده علوم الهی گئورگیان فارغ‌التحصیل شد. در بین سال هاب ۱۹۲۱ تا ۱۹۳۵ در «سُوتاکان هایاستان» فعالیت می‌کرد. وی در ۲۲ نوامبر ۱۹۶۵ در سن ۷۷ سالگی در ایروان درگذشت.

## یادداشت
1. ↑  երգիծաբան